# (39557) Gielgud
(39557) Gielgud ist ein marsbahnkreuzender Asteroid des Hauptgürtels, der am 2. Mai 1992 von Spacewatch am Kitt-Peak-Nationalobservatorium entdeckt wurde.
Der Asteroid wurde am 9. November 2006 nach dem britischen Schauspieler John Gielgud (1904–2000) benannt.